# 东胡集镇
东胡集镇，是中华人民共和国江苏省淮安市涟水县下辖的一个乡镇级行政单位。

## 行政区划
东胡集镇下辖以下地区：
胡集社区、桥西社区、胡谢村、胡南村、小埝村、别洼村、花园村、斗墩村、复兴村、姜桥村、严黄村、渠东村和镇北村。